# Women's Korea Basketball League
La WKBL (Women's Korea Basketball League) est une ligue coréenne professionnelle de basket-ball féminin. Elle a la particularité de proposer deux saisons la même année. Le but étant simple: attirer les joueuses de la WNBA durant la saison hivernale (la WNBA étant une ligue d'été), et les joueuses des championnats européens l'été (pour les joueuses n'appartenant justement pas à la WNBA).

## Déroulement

### Saison estivale
- 28 matchs sont joués durant la saison d'été, pour 2 mois et demi de compétition qui se terminent par des playoffs.

## Les équipes 2015-2016
Six équipes composent le championnat 2015-2016:
- Samsung Blue Minx (Kiah Stokes, Amber Harris)
- KB Stars (Natasha Howard, Dearica Hamby)
- KEB Hanabank (Charde Houston, Bernice Mosby)
- Guri KDB Life Winnus (Plenette Pierson, Vicki Baugh)
- Shinhan bank S-birds (Monique Currie, Markeisha Gatling)
- Woori Bank Hansae (Shekinna Stricklen, Sasha Goodlett)

## Les équipes 2014-2015
Six équipes composent le championnat 2014-2015 :
- Samsung Life Bichumi (Monique Currie, Kelley Cain)
- KB Stars (Vicki Baugh, Shekinna Stricklen)
- KEB Hanabank (Odyssey Sims, Alyssa Thomas)
- Guri KDB Life Winnus (Roneeka Hodges, Lindsay Taylor)
- Shinhan bank S-birds (Karima Christmas, Jessica Breland)
- Woori Bank Hansae (Charde Houston, Sasha Goodlett)

Chaque équipe a droit à deux joueuses étrangères mais à une seule sur le terrain à la fois.

## Joueuses
Parmi les joueuses de la ligue on retrouve:
- Sandra Dijon
- Lauren Jackson
- Alessandra Oliveira
- Maria Stepanova
- Tina Thompson
- Ann Wauters
- Oksana Zakaluzhnaya
- 🇱🇻 Anda Jekabsone